# The Mad Bomber
The Mad Bomber, ook bekend als The Police Connection en Detective Geronimo, is een misdaadfilm uit 1973 geproduceerd, geregisseerd en geschreven door Bert I. Gordon. De hoofdrollen worden vertolkt door Vince Edwards, Chuck Connors en Neville Brand.

## Verhaal
William Dorn, een man van middelbare leeftijd in Los Angeles, laat bommen ontploffen op plekken die hij associeert met de dood van zijn dochter door een overdosis drugs. Rechercheur Geronimo Minnelli komt erachter dat er op een van de locaties van zijn aanvallen, een ziekenhuis, een verkrachting heeft plaatsgevonden en dat zowel het slachtoffer als haar verkrachter waarschijnlijk het gezicht van de nog niet geïdentificeerde bommenlegger hebben gezien. Hij probeert wanhopig om beide gewelddadige criminelen tegelijkertijd te identificeren en te arresteren, in de hoop dat de een hen naar de ander zal leiden.

## Rolverdeling
| Acteur         | Personage                           |
| -------------- | ----------------------------------- |
| Vince Edwards  | Geronimo Minelli                    |
| Chuck Connors  | William Dorn                        |
| Neville Brand  | George Fromley                      |
| Hank Brandt    | Blake                               |
| Ted Gehring    | politiecommissaris Marc C. Forester |
| Christina Hart | slachtoffer van Fromley             |